# James E. Grunig
James E. Grunig (18 de abril de 1942) é um teórico de relações públicas, professor emérito do Departamento de Comunicação da Universidade de Maryland..

## Biografia
Grunig nasceu em 18 de abril de 1942. Ele recebeu o diploma em Agricultural Journalism pela Universidade Estadual de Iowa, e um mestrado em   em 1964 pela Universidade de Wisconsin-Madison  em Economia Agrícola. Ele então recebeu seu Ph.D. da Universidade de Wisconsin-Madison, em 1968, com uma tese "Informação, empreendedorismo e desenvolvimento econômico: um estudo dos processos de tomada de decisão dos latifundistas colombianos". He is married to Larissa A. Grunig,
Foi professor assistente do Land Tenure Center, Universidade de Wisconsin, 1968–69, e depois professor assistente (1969–72). Professor Associado (1972-78.) E Professor Catedrático (1978–99), todos da Faculdade de Jornalismo da Universidade de Maryland. De 1999 até sua aposentadoria em 2005, ele foi professor no Departamento de Comunicação da Universidade de Maryland; depois disso, ele foi professor emérito do mesmo departamento.

## Trabalho
Suas teorias incluem os quatro modelos de relações públicas.
Grunig publicou 250 artigos, livros, capítulos, artigos e relatórios sobre relações públicas. Ele recebeu prêmios e honras da Sociedade de Relações Públicas da América e do Instituto de Pesquisa em Relações Públicas. A Festschrift, "O futuro da excelência em relações públicas e gerenciamento de comunicação: desafios para a próxima geração" foi publicada para marcar sua aposentadoria em 2005.
Entre julho e agosto de 2004, ele foi professor da Escola de Comunicação e Informação da Universidade Tecnológica de Nanyang, Cingapura; Entre 2000 a 2004, foi Professor Visitante Honorário, Universidade de Macau, Guangzhou, China.

### Autoria e coautoria
- Grunig, L. A., Grunig, J. E., & Dozier, D. M. (2002). Excellent public relations and effective organizations: A study of communication management in three countries. Mahwah, NJ: Lawrence Erlbaum Associates, 653 pp.
- Dozier, D. M. with Grunig, L. A., & Grunig, J. E. (1995). Manager's Guide to Excellence in Public Relations and Communication Management. Mahwah, NJ: Lawrence Erlbaum Associates, 258 pp.
- Hunt, T., & Grunig, J. E. (1994). Public relations techniques. Fort Worth, TX: Harcourt Brace, 417 pp.
  - Grunig, J. E., & Hunt, T. (2000). Dirección de relaciones públicas. Barcelona, Spain: Gestión 2000. (Spanish translation of Managing public relations.)
  - Hunt T., & Grunig, J. E. (1995). Tehnike odnosov z javnostmi. Ljubljana, Slovenia: DZS. (Slovenian translation of Public relations techniques.)

Grunig, J. E. & Hunt, T. (1984). Managing public relations. New York: Holt, Rinehart & Winston, 550 pp.

## Livros editados ou coeditados
- Grunig, J. E. (Ed.) (1992). Excellence in public relations and communication management. Hillsdale, NJ: Lawrence Erlbaum Associates, 666 pp.
- Grunig, L. A., & Grunig, J. E. (Eds.) (1991). Public relations research annual (Vol. 3). Hillsdale, NJ: Lawrence Erlbaum Associates, 232 pp.
- Grunig, L. A., & Grunig, J. E. (Eds.) (1990). Public relations research annual (Vol. 2). Hillsdale, NJ: Lawrence Erlbaum Associates, 265 pp.
- Grunig, J. E., & Grunig, L. A. (Eds.) (1989). Public relations research annual (Vol. 1). Hillsdale, NJ: Lawrence Erlbaum Associates, 223 pp.
- Grunig, J. E. (Ed.) (1976). Decline of the global village: How specialization is changing the mass media. Bayside, NY: General Hall, 297 pp.

## Ligações Externas
- Faculty bio - Departamento de comunicação da universidade de Maryland